# Rodriguezia brachystachys
Rodriguezia brachystachys är en orkidéart som beskrevs av Heinrich Gustav Reichenbach och Johannes Eugen ius Bülow Warming. Rodriguezia brachystachys ingår i släktet Rodriguezia och familjen orkidéer. Inga underarter finns listade i Catalogue of Life.